# بحرية نووية

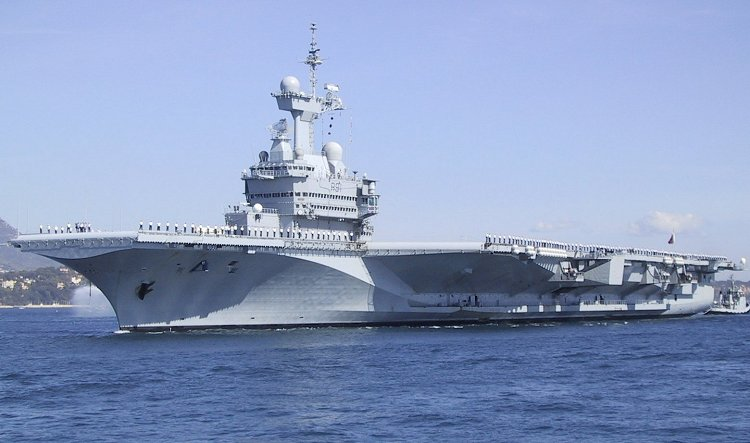
شارل ديغول (حاملة طائرات)

البحرية النووية أو البحرية التي تعمل بالطاقة النووية تتكون من السفن البحرية التي تعمل بواسطة مفاعلات نووية صغيرة نسبيا على متن السفينة المعروفة باسم المفاعلات البحرية. كان المفهوم ثوريا للحرب البحرية عندما اقترح للمرة الأولى حيث كانت الغواصات تعمل بمحركات الديزل ولا يمكن أن تغمرها إلا من خلال استخدام البطاريات. ولكي تتمكن هذه الغواصات من تشغيل محركات الديزل الخاصة بها وشحن بطارياتها فإنها ستضطر إلى السطح أو الغطس الا ان التقنية سمحت استخدام الطاقة النووية لهذه الغواصات بأن تصبح غواصات حقيقية وبخلاف نظيراتها التقليدية حيث أصبح عملها محدود فقط من خلال تحمل الطاقم والإمدادات.

## حاملات الطائرات التي تعمل بالطاقة النووية

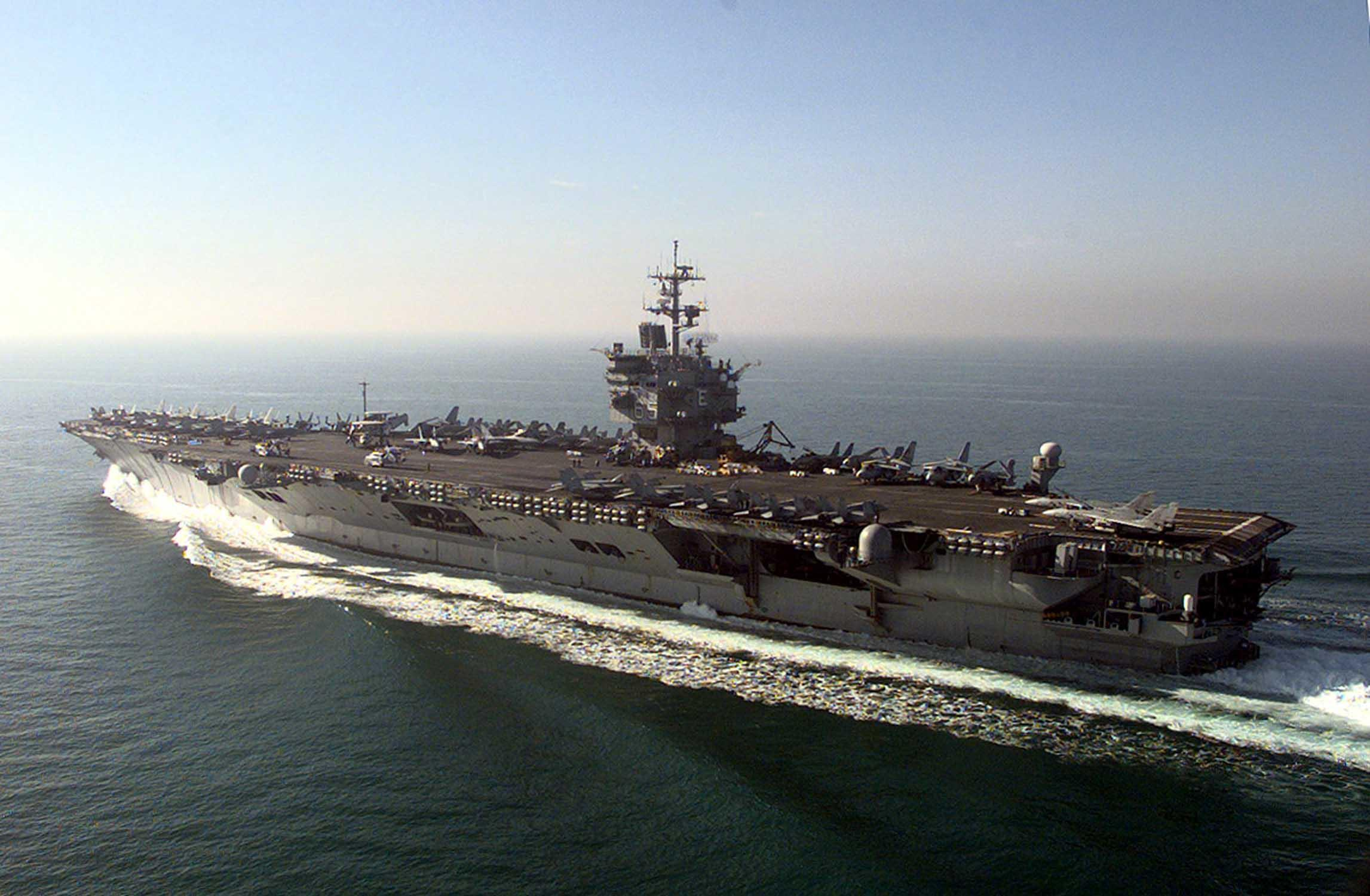
حاملات طائرات

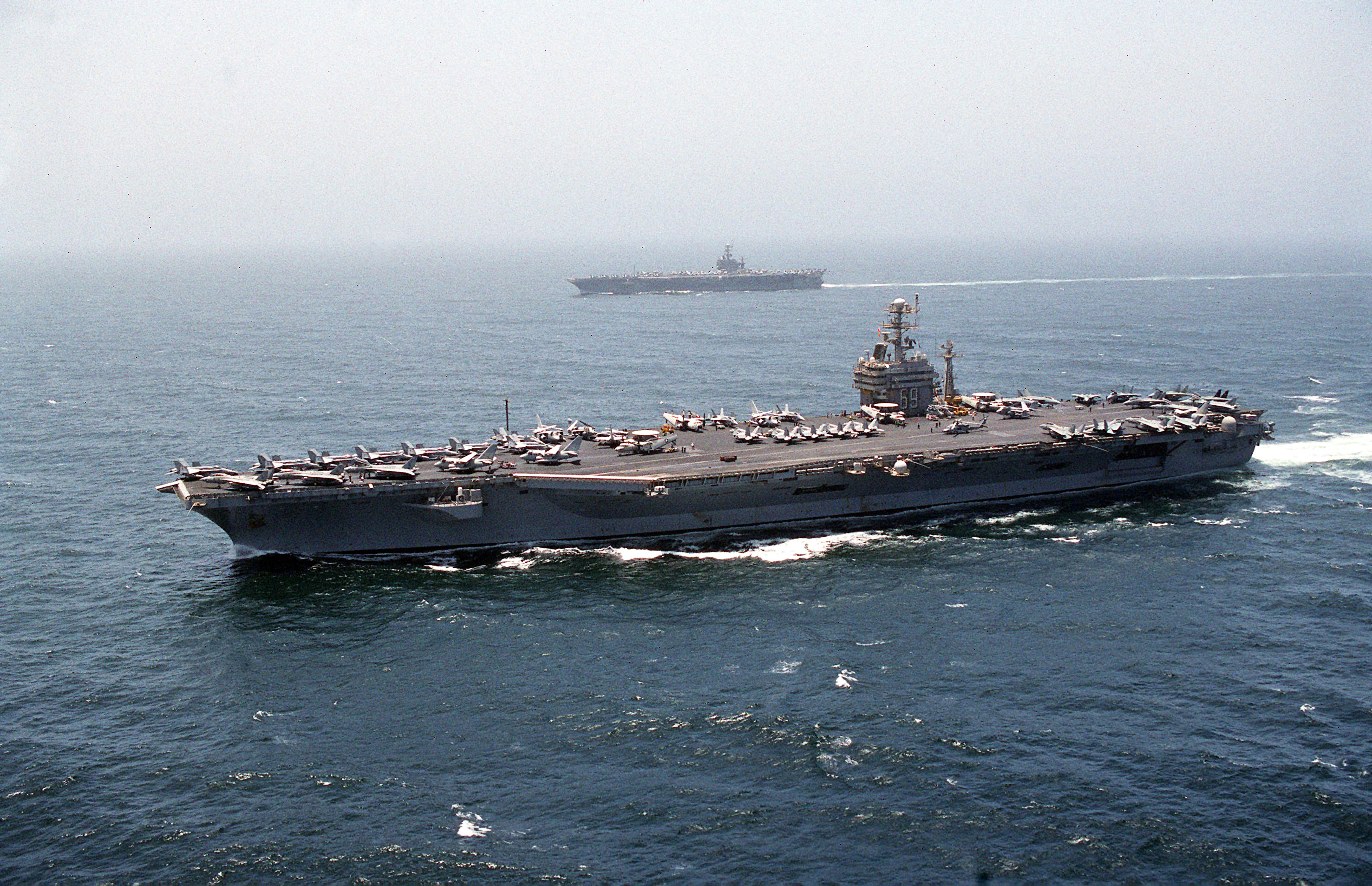
يو إس إس دوايت أيزنهاور

تمتلك البحرية الأمريكية أكثر حاملات الطائرات التي تعمل بالطاقة النووية مع عشر ناقلات من فئة نيمتز وحاملة واحدة من فئة فورد في الخدمة. غادرت آخر حاملة طائرات تعمل بالطاقة التقليدية أسطول الولايات المتحدة في 12 مايو 2009 عندما تم إبطال مفعول السفينة (يو إس إس كيتي هاوك). وأحدث حاملة طائرات فرنسية هي 91 شارل ديغول (حاملة طائرات) تعمل بالطاقة النووية. رفضت المملكة المتحدة الطاقة النووية في وقت مبكر من تطوير حاملات طائرات الملكة إليزابيث من الدرجة الأولى على أساس التكلفة حيث أن عدة عقود من تكاليف استخدام الوقود أقل من المفاعل النووي. منذ عام 1949 كان مختبر بتيس للطاقة الذرية بالقرب من بيتسبرغ بولاية بنسلفانيا أحد المختبرات الرائدة في تطوير البحرية النووية.

## الغواصات التي تعمل بالطاقة النووية

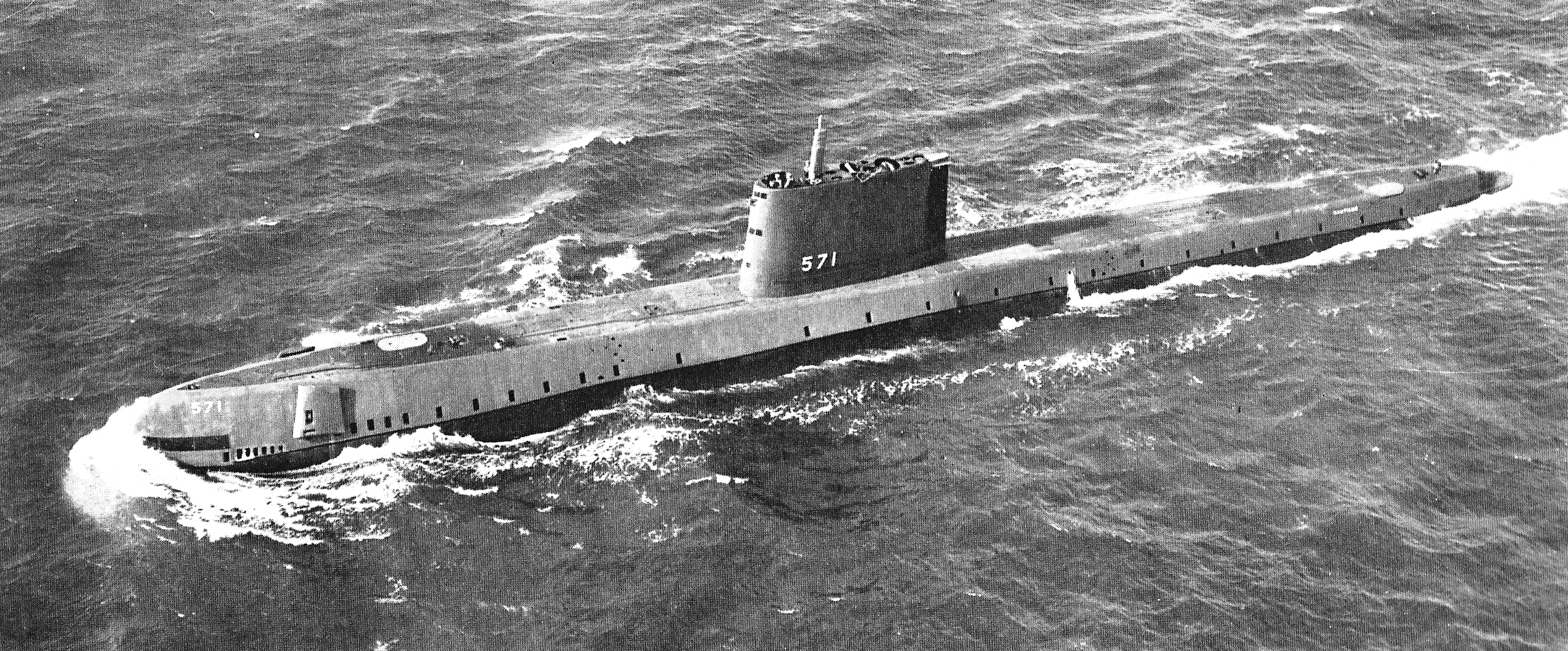
أول غواصة نووية ، الأمريكية "ناوتيلوس".

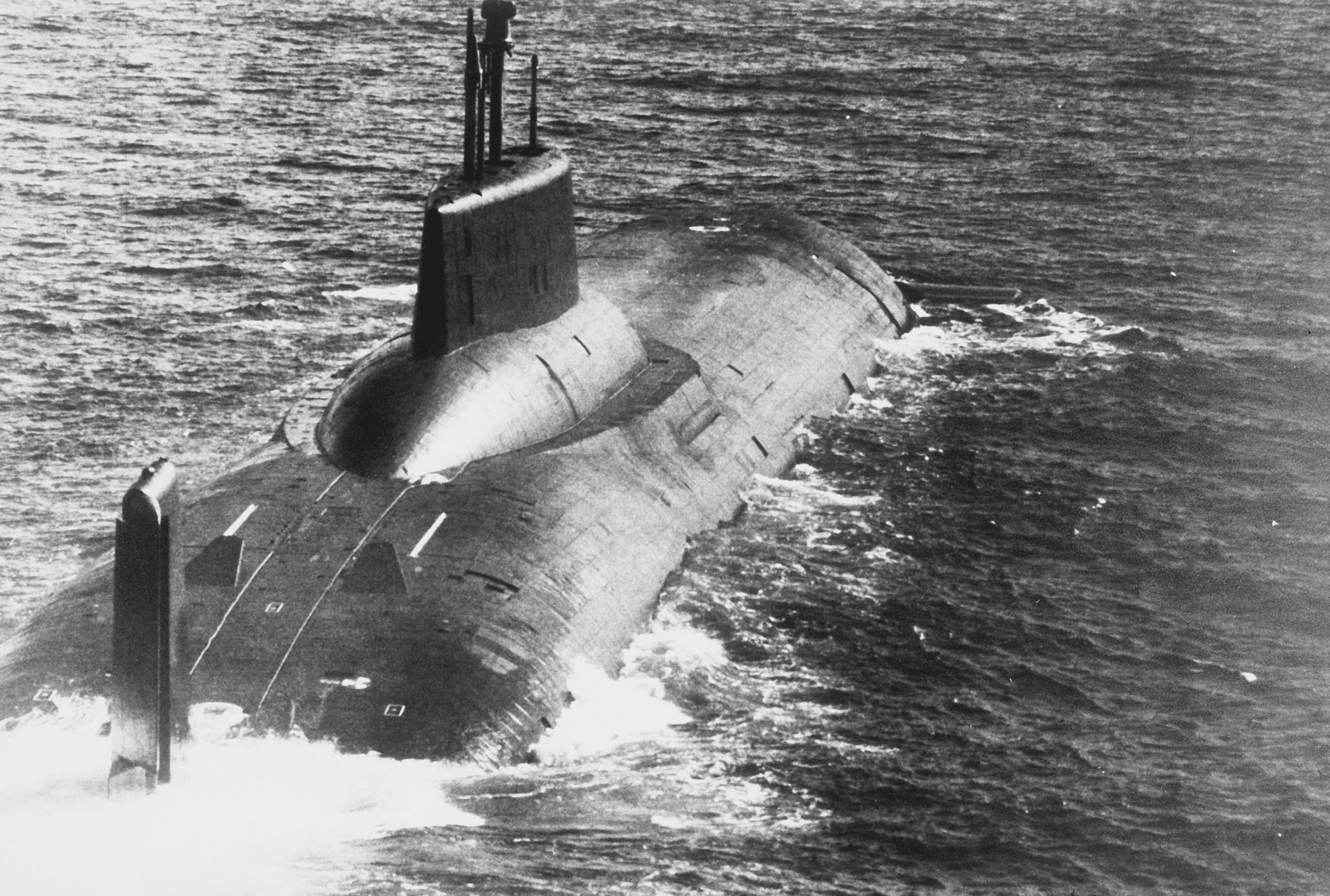
أكبر غواصة نووية: الغواصة النووية الروسية «أكولا تايفون» [مشروع 941].

تدير البحرية الأمريكية أكبر أسطول من الغواصات النووية حيث تمتلك فقط البحرية الأمريكية والبحرية الملكية للمملكة المتحدة والبحرية الفرنسية في فرنسا قوة غواصات نووية بالكامل. بحلول عام 1989 كان هناك أكثر من 400 غواصة تعمل بالطاقة النووية أو يجري بناؤها. بالوقت الحالي تم الآن إلغاء حوالي 250 من هذه الغواصات وبعضها تم إلغاؤه بسبب برامج الحد من الأسلحة النووية. كان لدى روسيا والولايات المتحدة أكثر من مائة غواصة لكل منهما والمملكة المتحدة وفرنسا عشرين غواصة لكل منهما والصين ستة غواصات. أطلقت البحرية الهندية أول غواصات تابعة لها تعمل بالطاقة النووية في 26 يوليو 2009 كما تقوم الهند بتشغيل غواصة نووية واحدة مع محادثات حول استئجار غواصة نووية أخرى من روسيا حيث تخطط الهند لبناء ست غواصات هجوم نووية ومتابعة من غواصات الصواريخ الباليستية.

## الطرادات أو الفرقاطات التي تعمل بالطاقة النووية

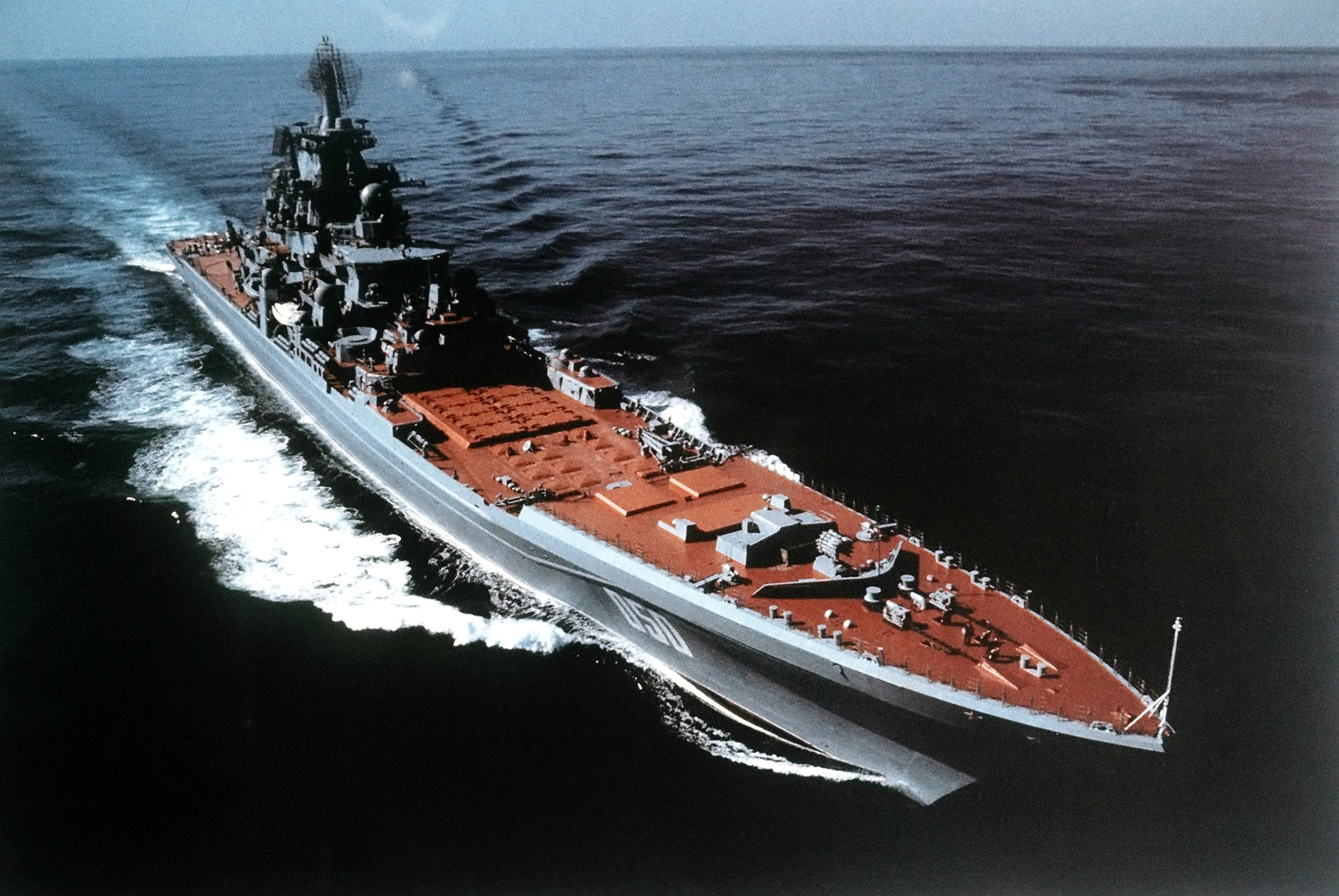
طراد معركة صنف كيروف

كان لدى الولايات المتحدة عدة طرادات نووية واعتبرت لونج بيتش باهظة الثمن وتم إيقاف تشغيلها في عام 1995 بدلاً من إعادة التزود بالوقود النووي وتم بيعها كخردة في عام 2012 في وحاليا لا تملك الولايات المتحدة أي طرادات أو فرقاطات نووية.
يوجد في روسيا أربعة من قوات المعارك من نوع طراد كيروف رغم أن واحدة فقط هي التي تعمل حاليا ولا يزال هناك سبعة كاسحات ثلجية مدنية في الخدمة.